# Robert Wintgen
Robert Wintgen (* 13. Juni 1882 in Solingen; † 16. März 1966 in Köln) war ein deutscher Chemiker und Hochschullehrer mit Schwerpunkt auf physikalischer Chemie.

## Leben und Werk
Nach dem Abitur am Humanistischen Gymnasium in Bonn studierte Wintgen von 1903 bis 1908 Chemie an der Universität Bonn und wurde dort 1908 bei Eberhard Rimbach promoviert. Nach mehreren Jahren Assistententätigkeit am Chemischen Institut der Universität Bonn habilitierte er sich 1914 für das Fach Chemie in Bonn.
Seit 1917 arbeitete er dann am Kaiser-Wilhelm-Institut für Chemie in Berlin-Dahlem bei Alfred Stock und wechselte 1919 als Privatdozent an die Universität Göttingen. Von dort kam er 1924 als Ordinarius für Chemie und Abteilungsleiter für analytische und physikalische Chemie an die erneut gegründete Universität zu Köln. Dort wurde er 1950 emeritiert. Er war in den Studienjahren 1926/27 und 1946/47 Dekan der Philosophischen Fakultät.
Sein Arbeitsgebiet war die Kolloidchemie.